# Matteo Nobile
Matteo Nobile (Verona, 22 aprile 1973) è un ex cestista e allenatore di pallacanestro italiano.
Ala grande/centro di 207 cm per 102 kg abile nel tiro da tre punti sa fare buon uso del corpo dentro l'area dove conclude in avvicinimanto o in semigancio, ottimo tiratore dalla media e discreto rimbalzista.

## Carriera
Cresce nelle giovanili della Scaligera Verona dove approda in prima squadra in serie A1 durante la stagione 1991-92.
Dopo una breve parentesi a Ferrara in A2 nella stagione 1993-94 ritorna a Verona in A1 dove trova spazio e diventa protagonista di un'ottima stagione della Scaligera.
Il 19 novembre 1994 durante una partita di campionato subisce un infortunio grave al ginocchio destro, dopo l'operazione ai legamenti ritorna a giocare ma senza tornare al rendimento precedente.
Con Verona vince la Supercoppa Italiana del 1996 poi comincia il suo peregrinare per l'italia tra serie A1 (Milano, Reggio Emilia, Gorizia, Avellino e Siena e due ritorni in maglia gialloblu) e A2 (Montecatini e Napoli).
Dal 2003 milita nelle serie minori italiane della Lega Nazionale Pallacanestro nelle squadre di: Colle di Val d'Elsa (C2), Brindisi (B2), Novellara (B2), Ostuni (B2), Vado Ligure (B2), Gorizia (B dilettanti), nel 2008 è tornato a giocare a Verona dove è stato protagonista della promozione in  serie A dilettanti.
Nel 2011 ha giocato per il Pontek Bancole, squadra mantovana che milita in C Regionale.
Nel gennaio 2013, dopo quasi un anno di stop, ha ripreso l'attività nel Manerbio Basket, squadra bresciana che milita nel girone A della serie D regionale lombarda.

## Palmarès

### Club

#### Competizioni nazionali
- Supercoppa italiana: 1

Scaligera Verona: 1996

#### Competizioni internazionali
- Coppa Korać: 1

Scaligera Verona: 1997-98

#### Nazionale
- Europei Under-20:

 Slovenia 1994